# Johann Rudolf Suter (Botaniker)
Johann Rudolf Suter (* 29. März 1766 in Zofingen, Kanton Aargau; † 24. Februar 1827 in Bern) war ein Schweizer Arzt, Botaniker, Dichter, Autor und Hochschullehrer.
Sein botanisches Autorenkürzel lautet „Suter“.

## Leben und Werk
Suter studierte an der Akademie Bern und promovierte 1781. Ab 1785 studierte er an der philosophischen Fakultät der Universität Göttingen, verfasste in dieser Zeit zahlreiche Gedichte und erwarb erst 21-jährig die philosophische Doktorwürde. Auf Anraten eines dortigen Professors studierte Suter ab 1791 bei Samuel Thomas von Soemmerring Anatomie.
Als die Franzosen Mainz besetzten, musste Suter fliehen und kehrte am 30. Juli 1793 an die Universität Göttingen zurück, wo er 1794 in Medizin promovierte. Als Arzt praktizierte er ab Herbst 1794 bis 1798 in Zofingen. Suter war politisch engagiert und wurde 1798 Unterstatthalter des Bezirks Zofingen. Am 5. April wurde er in den Grossen Rat der Helvetischen Republik gewählt. Nach Suters Ausscheiden aus dem Grossen Rat widmete er sich seinem Beruf und der Botanik. 1802 erschien seine zweibändige Arbeit Helvetiens Flora. Suter gab 1820 seine ärztliche Praxis in Zofingen auf und unterrichtete bis zu seinem Tod 1827 als Professor für griechische Sprache an der Akademie in Bern.